# La Torre de Claramunt
La Torre de Claramunt – gmina w Hiszpanii, w prowincji Barcelona, w Katalonii, o powierzchni 14,85 km². W 2011 roku gmina liczyła 3863 mieszkańców.